# 川勝和哉
川勝 和哉（かわかつ かずや、1964年 - ）は、クラシック音楽の指揮者、フルート奏者。
兵庫県の県立高校主幹教諭を務め、吹奏楽部、科学部顧問。科学教育および探究教育の実績により、2009年に優秀部活動指導者表彰（兵庫県教育長より）、2011年と2014年の2度にわたり野依科学奨励賞を受賞した。2012年度に日本物理学会より物理教育功労賞、2013年度には指導する生徒が文部科学大臣賞を受賞し、自らも下村文部科学大臣（当時）より優秀教職員表彰を受けた。神奈川大学から授与された優秀指導者表彰は2023年で16年連続となる。2014年度、2015年度、2018年度にリバネス賞を受賞。2017年には、東京理科大学から長年の優れた研究指導に対して優秀指導者表彰（学校賞）を授与された。2018年度と2022年度の2度にわたって武田科学振興財団より研究賞を受賞した。2025年に長年の理科教育の功績に対して、日本理化学協会より教育功労者表彰を受けた。
地球惑星科学連合や日本地質学会、日本生命倫理学会等の専門学会で講演を行うほか、音楽（楽曲分析や演奏解釈）や自然科学教育、探究教育、生命倫理学に関する講演を行うなど幅広く活動している。英語が堪能でInternational Mineralogical Association 1986（Stanford University）やAmerican Geophysical Union 2013（San Francisco）、14th Science Council of Asia International Conference 2014（Kualalumpur）、The 9th International Conference on Geoscience Education 2022（Japan）、Earth Science Webinar 2023- World Congress on Earth Science and Climate Change（Paris）、American Geophysical Union 2024（Washington DC）など海外の学術学会や国際講演会の講演も多く、The 8th Conference on Science and Technology for Youthsでは表彰（2013年）を受けている。また、オーストラリアでの地質調査（2024.1.22-2.1）（2024.12）を行っている。
「楽曲分析と演奏解釈～現場で役立つ指導の実際～」新版日本管打吹奏楽研究冊子シリーズ第1号（日本管打吹奏楽会）、「科学倫理と自然科学」（科学技術振興機構）、「高校生の課題研究の指導方針と指導方法」（リバネス）、「小学校の先生のためのおもしろ知識20」（中谷医工計測技術振興財団）、「小学校の先生のための”あらためて考えてみるとそれ本当？”」（中谷医工計測技術振興財団）、「小学校の先生のための”多忙な日々の中で子どもの理科離れを防ぐヒント”」（東京海上日動教育振興基金）、「高等学校の探究活動における科学倫理教育」（東京海上日動教育振興基金）、「高等学校における科学倫理教育のロールモデル－その目的と方法－」（科学技術振興機構）、「聞くに聞けない課題研究の32の疑問への現場からの助言」（科学技術振興機構）などのほか、「生徒の個性を生かすオーケストラ流クラス経営」（学事出版）、「バイオエシックス～その継承と発展～」（共著／川島書店）、探究としてみた文化祭運営についてまとめた「高校文化祭の教育論～生徒の自主性・主体性を育てるために～（共著／学事出版）を出版。啓林館の地学基礎、地学、理数探究基礎の教科書や問題集を執筆。また、神戸新聞社の経済プラス（デジタル）にコラムを連載。
日本地質学会代議員（2022年4月～2026年3月）および地学オリンピック支援委員会委員、日本地球惑星科学連合（JpGU）固体地球セクション代議員（2020年4月～2022年3月）、地球惑星科学総合セクション代議員（2024年4月～2026年3月）および国際教育対応小委員会委員（2022年～）、米国地球惑星科学連合（AGU）会員、日本地学教育学会会員、日本生命倫理学会会員、日本管打吹奏楽学会会員、日本フルート協会会員、科学技術振興機構（JST）の倫理的法的社会的課題の研究課題（ELSI）における「遺伝子差別に対する法整備に向けての法政策の現状分析と考察」（研究代表：瀬戸山晃一京都府立医科大学）研究協力者（2021年）、同「公正なゲノム情報利活用のELSIラグを解消する法整備モデルの構築」プログラム研究協力者（2022年～）、VR研究倫理学会会員および法務倫理研究会委員（2023年～）、西脇経緯度地球科学館運営委員会委員。2011年島根大学学長特任講師を歴任する。International Research for School  世話人（2022年）。
理学修士、生命倫理学研究者。川勝和哉ファミリーウインドオーケストラ、女声合唱アンサンブル「百音（もね）」常任指揮者、川勝管楽五重奏団フルート奏者。
2016年7月15日に兵庫県高砂市に産する竜山石の粉末を用いた調湿性の極めて高い室内壁塗装剤の開発で特許を取得している（塗り壁材組成物：特許番号5966193号）。

## 来歴・人物
石丸寛、守山俊吾、保科洋、高昌帥の薫陶を受けて指揮法と作編曲法を学んだ。1993年に保科洋の指導者講習会を修了し、2000年には川本統脩から指揮法の指導を受けた。2004年9月からは、大阪音楽大学大学院にて高昌帥に師事し、作編曲法を学んだ。また、独学でフルートを学んだ後、1994年にJ.ゴールウエイ、1996年にP.マイゼンからフルート奏法の指導を受け、兵庫県（姫路市・三木市）、横浜市（みなとみらいホール）、東京都（新宿区・すみだトリフォニーホール・東京文化会館、サントリーホール）などの各地で演奏会を開催している。2018年にプロフェッショナルなオーケストラを指揮して大阪府のザ・シンフォニーホールで指揮者デビューした。「もの言う棒をもつ」指揮者と評され、高い評価を得ている。
1997年、関西吹奏楽連盟吹奏楽論文優秀賞、神戸音楽コンクール作品部門金賞、1998年、神戸音楽コンクール管楽器ソロ部門金賞（フルート）、2001年、神戸音楽コンクールアンサンブル部門金賞・兵庫県芸術文化協会賞（管楽五重奏）。その他、アルソ出版主催フルート編曲コンクールで3度（1997年、1999年、2001年）優秀賞を受賞した。
県立高校主幹教諭として吹奏楽部の指導をするかたわら、各地の吹奏楽団、オーケストラ、合唱団の指揮を務めたり、演奏活動や作編曲活動を行っている。また、各地の音楽団体のトレーナーとしても精力的に活動している。
日本を代表する作曲家に作曲を委嘱し初演を行っている。これまでに、保科洋氏より「寂燈」（川勝管楽五重奏団のために）、高昌帥氏より「Humoresqueユーモレスク」（兵庫県立加古川東高等学校吹奏楽部のために／平成24年度JBA下谷奨励賞受賞作品）、「a Movement（川勝管楽五重奏団のために）」、福島弘和より「シンフォニック・ヴァリエーションズIII（兵庫県立姫路東高等学校吹奏楽部のために）」、「シンフォニエッタ第1番（川勝和哉ファミリーウインドオーケストラのために）」、「古典組曲（川勝管楽五重奏団のために）」、「フルートとピアノのためのソナタ」が献呈されている。

## 著作
（1）生物学・医学関係
- BIOETHICS（生命倫理学）に関する論文多数（植物状態・脳死状態・臓器移植・人工臓器・先端医療の社会的文化的側面）
- バイオエシックス（共著）（川島書店,2017）

（2）地学関係
- Successive zoning of amphiboles during progressive oxidation in the Daito-Yokota granitic complex, San-in belt, southwest Japan. (Geochimica et Cosmochimica　Acta, Vol.51, No.3, 1987,535-540）
- Microprobe analyses of zoned amphiboles from quartz diorites in the Daito-Yokota granitic complex, San-in belt, southwest Japan.（島根大学地質学研究報告第6号, 1987,175-183）
- 大東-横田地域の石英閃緑岩類中のFe-Ti酸化物の産状と化学組成（山陰地域研究第3号,1987,157-165）
- 大東-横田地域の石英閃緑岩中のリン灰石のFおよびCl含量（山陰地域研究第4号,1988,93-97）
- 大東-横田地域の石英閃緑岩中の累帯構造を示す角閃石のFおよびCl組成変化（島根大学地質学研究報告第9号,1990,5-8）
- Discovery of the oscillatory zoning of Epidote and Apatite in the Daito-Yokota granitic complex, San-in belt, southwest Japan.（兵庫地学第38号,1990,5-8）
- BIOPYRIBOLE～珪酸塩鉱物の総称としての新用語の提唱～（兵庫地学第40号,1994,3-12）
- 山陽帯チタン鉄鉱系列酸性マグマの結晶分化作用に関する一考察～西南日本内帯加古川市花崗閃緑岩の角閃石から発見された波状累帯構造を指標として～ （島根大学地球資源環境学研究報告第27号,2008,21-28／青山えりかとの共著）

（3）音楽関係
- 小編成吹奏楽の運営と指導の実際（日本吹奏楽学会研究冊子「小編成吹奏楽」シリーズ第4号）（日本吹奏楽学会,1995）
- アマチュア吹奏楽の指揮～学校の吹奏楽部および市民吹奏楽団について～（日本吹奏楽学会機関誌「アコール」,1996,No.15,13-15）
- 吹奏楽におけるフルートの基礎練習と教則本の利用～音色作りを中心にして（アルソ出版「ザ・フルート」,1997,7, vol.28,27-27）
- 吹奏楽の指導を通じての提言（関西吹奏楽連盟懸賞論文優秀賞受賞／関西吹奏楽連盟60周年記念誌,1997,80-81）
- カタロニア民謡「鳥の歌」（アルソ出版「ザ・フルート」,1997,9,vol.30,32-32）
- フルート演奏に関する一考察（日本吹奏楽学会研究紀要,1998,36-48）
- ザ・フルート別冊を使っての指導（アルソ出版「ザ・フルート」,1998,10,vol.36,29-29
- 吹奏楽部に入って得たもの～学校教育における部活動の位置付け～（音楽の友社「教育音楽中学高校版」,1999,3,72-74）
- 忘れてはならない演奏（アルソ出版「ザ・フルート」,1999,5,vol.39,23-23）
- 日本管楽合奏コンテストのありかた～全国大会出場を辞退せざるを得なかったわけ～ （日本吹奏楽学会機関誌「アコール」設立10周年記念号,1999,4,vol.11,No.20,13-17）
- アンサンブルの楽曲分析と演奏法～木管五重奏を例にして～（日本管打・吹奏楽学会研究紀要,2001,29-50）
- よい音を探して（アルソ出版「ザ・フルート」,2000,11,vol.48,17-19）
- 中学生から高校生へ～音楽を通した仲間作り～（音楽之友社「教育音楽」,2001,4,vol.45,72-74）
- アンサンブル作品の楽曲分析と演奏法～木管五重奏を例にして～（日本管打・吹奏楽学会研究紀要,2001,29-50）
- アンサンブルを通じて育む「自分らしく生きる力」（音楽の友社「教育音楽中学高校版」,2001,10,63-64）
- 「わたしはわたし」から始めよう～高校特集「その時、生徒が変わった！」（音楽の友社「教育音楽中学高校版」 ,2002,2,65-66）
- 「芸術科音楽の役割～目に見えない心の教育」～特集「中学校音楽科・高等学校芸術科音楽のゆくえ」（音楽の友社「教育音楽中学高校版」,2002,5,74-75）
- 連載「教育現場の吹奏楽指導」その1～生涯学習に向けた運営（日本管打・吹奏楽学会誌「アコール」,2002,No.24,17-22）
- 基礎練習の大切さ（アルソ出版「ザ・フルート」,2003,2,vol.61,15）
- 教師のバランス感覚が問われている～近年の部活動を取り巻く環境～吹奏楽部を指導して思うこと（高校特集：スタートする新教育課程・芸術科音楽のゆくえ）（音楽の友社「教育音楽中学高校版」,2003,4,60-61）
- 連載「教育現場の吹奏楽指導」その2～オーケストラ作品の編曲と演奏（私見）（日本管打・吹奏楽学会誌「アコール」,2003,No.25,21-31）
- フルートと弦楽器のアンサンブルを楽しもう～私の勧める1曲～フルートと弦楽器の響きとその魅力（アルソ出版「ザ・フルート」別冊,2004,2,vol.13,17）
- 連載「教育現場の吹奏楽指導」その3～指揮をするということについて（日本管打・吹奏楽学会誌「アコール」,2004,No.26,22-32）
- 連載「教育現場の吹奏楽指導」その4～部活動を取り巻く環境と意識、生徒像（日本管打・吹奏楽学会誌「アコール」,2005,No.27,17-29）
- 連載「教育現場の吹奏楽指導」その5～吹奏楽指導の手順とそのポイント（日本管打・吹奏楽学会誌「アコール」,2005,No.28,17-29）
- 楽曲分析と演奏解釈～特に留意したいポイント～（日本管打・吹奏楽学会研究紀要（付・アコール28号）,2005,1-29）
- 連載「がんばれシティ・バンド」パート8「川勝和哉ファミリー・ウインド・オーケストラ」（日本管打・吹奏楽学会誌「アコール」,2006,No.29,12-14）
- 連載「教育現場の吹奏楽指導」その6～バロック音楽とクラシック・ロマン派音楽について（日本管打・吹奏楽学会誌「アコール」,2006,No.29,19-27）
- 連載「教育現場の吹奏楽指導」その7～指導者の四方山話（日本管打・吹奏楽学会誌「アコール」,2006,No.31,16-22）
- 楽曲分析と演奏解釈～現場で役立つ指導の実際～新版日本管打吹奏楽研究冊子シリーズ第1号（財団法人日本音楽教育文化振興会・日本管打吹奏楽会）
- 「演奏の落とし穴～気づかぬうちに陥りやすい指揮者の課題」（日本管打・吹奏楽学会誌「アコール」,2009,No.37,13-14）

（4）地学教育関係
- 授業における一般地球科学の取り扱い　Part,1. 地質学の客観性（兵庫地学第38号,1990,27-31）
- 授業における一般地球科学の取り扱い　Part,2 番組ビデオを一般地球科学の教材に用いた授業（兵庫地学第38号,1990,33-41）
- 高等学校における地学教育の今後～新学習指導要領施行にあたって教育現場からの提言（島根大学地質学研究報告,1994,vol.13,69-83）
- 「地球自転の証拠」の授業展開例～転向力（コリオリの力）の学習を中心にして（兵庫地学第42号,1997,29-38）
- 火成岩とその鉱物に関する実習例～地学実習2（兵庫地学第43号,1998,49-65）
- いま理科教育について考える（兵庫地学第44号,1999,40-45）
- 高等学校理科教育の在り方を考える（島根大学地球資源環境学研究報告第19号,2000.12,187-194）
- 地学教育と計算問題（兵庫地学第45号,2001,11-25）
- 単位を大切にする教育～単位感は科学教育の第一歩～（兵庫地学第46号後藤博彌先生会長退任記念特集号,2002,32-34）
- 高等学校における理科教育（地学）の今後を考える(2)（島根大学総合理工学部地球資源環境学研究報告第23号,2004,55-63）
- 啓林館地学授業実践記録「生きた顕微鏡実習例」（啓林館ホームページ）
- 現行理科教育の問題点と今後の取り組み（兵庫地学第48号,2005,15-28）
- 県立加古川東高東学校地学部の一年（兵庫地学第48号,2005,34-39　川勝和哉・青山えりか）
- マグマ分化末期にみられる流体相の循環と累進的酸化～山陽帯花崗岩類の角閃石から波状累帯構造の発見（兵庫地学第49号,2006,19-29　青山えりか・川勝和哉）
- 加古川市－高砂市に分布する凝灰岩「竜山石」の成因～マグマ残液熱水作用と風化変質作用の影響～（兵庫地学第51号,2008,1-14）
- 兵庫県立加古川東高等学校地学部の研究活動の実際～「ゆずりは賞」を受賞して～（兵庫地学第52号,2009,11-20）
- 高等学校における自然科学研究と科学論文執筆指導の実際～兵庫県立加古川東高等学校地学部の活動を具体例にして～（島根大学地球資源環境学研究報告第29号,2010,41-53）
- 第70回形の科学会シンポジウムの高等学校主催開催を終えて（形の科学会誌第25巻第3号,2010,248-255）
- 兵庫県立加古川東高等学校「地学部」の研究概要（兵庫咲いテクプログラム指導のコツ冊子2011）
- 地学教育と自然科学研究（地学部）の実際（兵庫県高等学校教育研究会科学部会誌,55号,2012,10-13）
- 高等学校における科学研究の現状と小学校教育に対するアプローチ～５年間の高等学校－小学校接続から浮かび上がった課題と成果～（地質技術第8号,2018）
- 「おもしろ理科実験」簡単にできる堆積構造の探究的実験～生徒の探究的思考力を育てる～（月刊「兵庫教育10月号」,2019
- Disaster Prevention Education: Combining Scientific Understanding of Disasters with Knowledge of Disaster Mitigation Strategies. (Journal of Modern Education Review, 2023)

（5）生物学および性教育関係
- 高等学校におけるエイズ教育の実践と発展（兵庫県高等学校教育研究会生物部会誌,1994,vol.18,7-13）
- 高等学校における性教育の実際（兵庫県高等学校教育研究会生物部会誌,1996,vol.20,2-7）
- 理科で展開する性教育（兵庫県生物学会創立50周年記念誌「兵庫の自然探訪」,1997,214-217）
- 生物の授業からみた自然科学離れ（兵庫県高等学校教育研究会生物部会誌,1997,vol.21,2-4）
- 理科教育のありかた～理科教育を考える(1)（兵庫県生物学会創立55周年記念誌「兵庫の自然―環境と生き物の現状―」,2001,271-272）
- 自然探求の過程～理科教育を考える(2)（兵庫県生物学会創立55周年記念誌「兵庫の自然―環境と生き物の現状―」,2001,273-274）
- 自然科学は社会とどう関わるか～理科教育を考える(3)（兵庫県生物学会創立55周年記念誌「兵庫の自然―環境と生き物の現状―」,2001,275-276）
- 「生物I A」の授業を展開するにあたって（兵庫県高等学校教育研究会生物部会誌vol.25,2001,5-8）

(6)生徒指導および社会教育関係
- 科学館リポート～にしわき経緯度地球科学館“テラ・ドーム”（兵庫地学第40号,1994,17-20）
- 「過程」から得たもの～吹奏楽を通して（兵庫県教育委員会「兵庫教育」No.519,1994,64-65）
- 担任による生徒カウンセリング～「交換ノート」の実践例（東山書房出版「健康教室」第549集,1996,8,74-78）
- 担任による生徒カウンセリング“高校生に伝えたいこと”～「交換ノート」の実践例（学事出版「月刊ホームルーム」第22巻第9号,1997,9,39-42）
- 高校生の思いに応えて（小学館「高校教育展望」,1997,12,86-89）
- 生徒が引き起こす最近の事件から思うこと（青木出版「高校生活指導」第137号,1998,6,115-119）
- 着任式に際しての生徒指導～集団を構成する一員としての立場で（学事出版「月刊ホームルーム」99.3月増刊「学校行事実践事例集(1)ステージがもりあがる儀式的行事・学芸的行事」／伊藤駿二郎編著,1999,92-95）
- 特集「学ぶ」ってどういうこと？―事例研究3「わたしはだれ？」（学事出版「月刊ホームルーム」,2000,11,24-27）
- 特集「気になる生徒へのかかわり」―事例研究2「わたしは「わたし」～担任「川勝和哉」のわたしらしさ」（学事出版「月刊ホームルーム」,2001,6,20-23）
- 特集「生徒に伝えたい「これからの進路」の考え方」―事例研究1「わたしはだれ？～普通科高校の「進路指導」を例にして」（学事出版「月刊ホームルーム」,2001,11,12-16）
- 特集「こんなクラスになってほしい」は今」―事例研究2「あきらめない～担任の願いと努力」（学事出版「月刊ホームルーム」,2002,11,16-19）
- 特集「文化祭を盛り上げる」～事例研究3「生徒が育つ文化祭」（学事出版「月刊ホームルーム」,2003,8,16-19）
- 特集「保護者との信頼関係をどう築くか」―保護者との信頼関係の構築～生徒との交換ノートを通じて（学事出版「月刊ホームルーム」,2004,5,16-19）
- 特集「最初が肝心！基本的生活習慣を」―遅刻・欠席のない学校生活～基本的生活習慣の確立から（学事出版「月刊ホームルーム」,2005,4,14-17）
- 特集「実務を通して担任教師の果たす役割とは」総論―担任の実務を円滑にする取り組み～日頃からの生徒理解～（学事出版「月刊ホームルーム」,2006,2,6-9）
- 特集「生徒のストレスを考える」―わたしのことを話しましょう～ストレスと上手につき合う方法～（学事出版「月刊ホームルーム」,2007,1,22-26）
- 特集「思い出に残る卒業式」―生徒が自主的・主体的に運営する卒業式～厳粛さと生徒主体の企画の狭間で～（学事出版「月刊ホームルーム」,2008,2,12-15）
- 特集「研こう！生徒指導のチカラ」－教師が20・30代にやっておくべきこと～「忙しい教師」が「魅力的な教師」になる～（学事出版「月刊生徒指導」,2011,8,35-37）
- 生徒の個性を生かすオーケストラ流クラス経営（学事出版,2017）
- いま、なぜ（理系）女子教育なのか（科学技術振興機構,2024）

（7）科学倫理関係
- 生命倫理を学ぶ～SSH学校設定科目「科学倫理」の実践～（生物部会誌,2007,Vol.31,9-12）
- 新教育課程生物と生命倫理教育の実際～平成22年度日本生物教育会第65回全国大会兵庫大会発表のまとめ～（生物部会誌,2011,Vol.35,16-19）
- 科学倫理と自然科学（教科書）（2013～毎年改定版を出版）
- 高等学校の探究活動における科学倫理教育（東京海上日動教育振興基金,2019）
- バイオエシックス－その継承と発展（丸山マサ美編著）で1章執筆（2019）
- 高等学校における科学倫理教育のロールモデル－その目的と方法－（科学技術振興機構,2023）

（8）探究関係
- 研究成果を論文にまとめよう（地学編）（兵庫県教育委員会編「ことばの力」2009）
- 高校生の課題研究の指導方針と指導方法～どうすれば生徒のモチベーションを高く維持できるのか～（リバネス出版,2015）
- 小学校の先生のための　おもしろ知識20～地学分野編～（中谷医工計測技術振興財団,2017）
- 小学校の先生のための　あらためて考えてみるとそれ本当？（中谷医工計測技術振興財団,2018）
- これまでの自然科学教育とこれからの探究活動（兵庫県科学部会誌,2018）
- 小学校の先生のための　多忙な日々の中で子どもの理科離れを防ぐヒント（東京海上日動教育振興基金,2019）
- おもしろ理科実験7「簡単にできる堆積構造の探究的実験～生徒の探究的思考力を育てる～」（月刊兵庫教育2019年10月号28-29）
- 高校文化祭の教育論～生徒の自主性・主体性を育てるために～（共著／学事出版,2023）
- 課題研究通信 vol.2 ～よりよい探究活動のために～（啓林館,2023）
- 聞くに聞けない課題研究の32の疑問への現場からの助言（科学技術振興機構,2023）

## 学会発表等
（1）生物学・医学・科学倫理
- 「脳死と臓器移植」兵庫地学会平成3年度秋季研究発表会で講演（1991.12）
- 「性教育について」兵庫県生物学会で講演（1996.10）
- 「新教育課程生物と生命倫理教育の実際」2010年度日本生物教育会（JABE）第65回全国大会で講演
- 「ニハイチュウの腎臓での生息場所に対応する頭部形態の形成過程」第93回日本動物学会早稲田大会で講演（2022.9.10）

（2）地学および地学教育
- 「Zoning of Calcic amphiboles from quartz diorite-monzonite in magnetite series granitoid　complex in the Daito-Yokota area in San-in Belt, southwest Japan」International Mineralogical Association総会で発表（スタンフォード大学，1986.8）
- 「島根県大東-横田地域の石英閃緑岩中の角閃石の酸化トレンドを示す累帯構造について」日本岩石鉱物鉱床学会学術講演会で講演（茨木大学，1986.9）
- 「大東-横田地域の石英閃緑岩のFe-Ti酸化鉱物およびケイ酸塩鉱物の再平衡」日本地質学会学術大会で講演（大阪市立大学，1987.4）
- 「大東-横田の花こう岩における酸化物の再平衡～たたら砂鉄をなす磁鉄鉱の生成」日本岩石鉱物鉱床学会学術講演会で講演（新潟大学，1989.10）
- 「島根県東部大東-横田地域の花崗岩類における造岩鉱物の累進的酸化条件下での晶出および再平衡」兵庫地学会平成2年度夏季研究発表会で講演（兵庫県立明石高等学校，1990.8）
- 「珪酸塩鉱物の新分類～バイオパイリボール」兵庫地学会平成5年度秋季研究発表会で講演（兵庫県立姫路東高等学校，1993.12.8）
- 「アメリカ北東部Vermont州-New Hampshire州境界部で産出するbiopyribole」神戸市総合教育センターにおける兵庫地学会平成6年度秋季研究発表会で講演（1994.12.9）
- 「兵庫県南部地震について～震災後に生徒が書いた作文を中心として」神戸市総合教育センターにおける兵庫県地学会夏季研究発表会で講演（1995.7.7）
- 「地学教育における計算問題の取り扱い」神戸市総合教育センターにおける兵庫県地学会夏季研究発表会で講演（2001.7.9）
- 「地学教育・理科教育の今後に関する一考察」神戸学習プラザにおける兵庫県地学会平成16年度秋季研究発表会で講演（2004.12.9）
- 「県立加古川東高等学校地学部の1年～SSHと現在の活動」神戸学習プラザにおける兵庫県地学会平成18年度夏季研究発表会で青山えりかと講演（2006.7.5）
- 「兵庫県南東部加古川市～高砂市に分布する火成岩および堆積岩の形成過程と山陽帯チタン鉄鉱系列マグマの結晶分化作用」神戸学習プラザにおける兵庫県地学会平成19年度総会並びに研究会で講演（2007.7.6）
- 東播磨地域つくり活動応援事業「志海 文化・歴史講演会」ふれあいの郷生石で竜山石の成因を講演（2008.2.23）
- 「加古川市－高砂市に分布する凝灰岩「竜山石」の成因～マグマ残液熱水作用と風化変質作用の影響～」神戸女子大学教育センターにおける兵庫県地学会平成20年度秋季研究会で講演（2008.12.2）
- あかねが丘高齢者大学で「陶芸で使われる粘土の色と成因」と題して講義（2009年度）
- 兵庫県地学会秋季研究発表会で「地学部の花崗岩と凝灰岩の研究が目指すもの～ゆずりは賞を受賞して～」と題して講演（2009.7.13）
- 日本地質学会第116年学術大会（岡山理科大学）にて「大東-横田のマグネタイト系深成岩類を生じたマグマの累進的酸化-純度の高い磁鉄鉱の生成」と題して講演（山口佳昭・川勝和哉2009.9.6）
- あかねが丘高齢者大学で「陶芸で使われる粘土の色と成因」と題して講義（2010.1.26）
- 日本地質学会第117年学術大会（富山）富山大学で講演（2010.9.18）
- 日本地質学会第118年学術大会（水戸大会）で「兵庫県における地学教育の普及活動」と題して講演（2011.9.11茨城大学）
- 全国理数科教育研究大会（兵庫大会）で「兵庫県立加古川東高等学校「地学部」の研究概要」と題して講演（2011.9.29）
- あかねが丘高齢者大学で「陶芸で使われる粘土の色と成因」と題して講義（2012.1.17）
- 日本地質学会第119年学術大会（大阪府立大学）で「地学部の指導から考える新教育課程」と題して講演（2012.9.16）
- あかねヶ丘高齢者大学で「陶芸で使われる粘土の色と成因」と題して講義（2013.1.15）
- The 8th Conference on Science and Technology for Youths（Bangkok International Trade and Exhibition Centre）で「The utilization of Tatsuyama-ishi as an efficient indoor coating material」と題して講演（2013.3.22-24）
- グランドフロント大阪（GFO）ナレッジキャピタル（KMO）で、プレゼンテーションイベント「うめきた未来会議」オーディション（MBS、GFO、KMO主催／2013.6.25）を通過して、「世界の未来と希望を切り拓くビジョン」をテーマにしたプレゼンテーション「凝灰岩の廃棄粉末を用いた新しい室内壁塗装剤の開発」を行いテレビライブ配信（2013.7.27）
- American Geophysical Union（San Francisco）で講演2013.12.9～14
- あかねが丘高齢者大学で「陶芸で使われる粘土の色と成因」と題して講義（2014.1.14）
- 14th SCIENCE COUNCIL OF ASIA (SCA14) INTERNATIONAL CONFERENCE KUALA LUMPUR 18th – 19th JUNE 2014　Theme: “Future Earth: Research for Global Sustainability and a Holistic Understanding of Sustainable Development in Asia”で講演（2014.6.17-19）Why Probability Literacy is important to resolve framing conflicts in environmental issues?
- 日本地質学会第121年学術大会（鹿児島）鹿児島大学で講演（2014.9.14）
- あかねが丘高齢者大学で「陶芸で使われる粘土の色と成因」と題して講義（2015.1.14）
- 平成27年度兵庫県高等学校教育研究会科学部会「若手から中堅教員のための実験・観察研修会」（兵庫県立教育研修所）で「マグマの冷却過程から続成作用までを観察・実験によって理解しよう」と題して講義（2015.10.13）
- あかねが丘高齢者大学で「陶芸で使われる粘土の色と成因」と題して講義（2016.1.12）
- 日本地質学会第124年学術大会（愛媛大学）で「小学校に対する地学教育のアプローチ」と題して講演（2017.9.17）
- JpGU2018（幕張メッセ）で「地学教育の高等学校－小学校接続のアプローチ」と題して講演（2018.5.20）
- 平成30年度若手から中堅理科教員のための観察・実験研修会「岩石鉱物を用いた実験・観察（地学基礎）」（兵庫県教育研修所）で講演（2018.10.16）
- JpGU-AGU Joint Meeting（幕張メッセ）で「探究学習を通じて高校生に獲得させたい論理的思考力」 と題して講演（2020.7.12）
- 日本地球惑星科学連合 2021 年大会（幕張メッセ）で「高等学校における地球科学を基礎にした探究活動の実践―SSH指定の1年目―」講演（2021.6.6）
- 「高等学校における地球科学を基礎にした探究活動の実践」日本地質学会第128年学術大会（名古屋）講演（2021.9.4）
- 「自然科学の課題研究における科学倫理教育の実践」JpGU2022で講演（2022.5.22）
- The 9th International Conference on Geoscience Educationで講演 (2022.8.24）Learning about disaster prevention in high school　-Scientific understanding of natural disasters and acquisition of knowledge of disaster prevention behavior-
- 第129年日本地質学会で「高等学校の自然科学をテーマとした課題研究における科学倫理教育の実践」と題して講演（2022.9.10）
- 第130年日本地質学会で「高大連携を活用して推進する高校生の研究活動～地域の鉱物学的研究から国際研究への展開」と題して講演（2023.9.17）
- Earth Science Webinar 2023- World Congress on Earth Science and Climate Change　”Exploring the Novel Sdvances in Earth Science and Climate Change”でKeynote Speakerとして30分間の講演（2023.9.25 in Paris）Disaster Prevention Education Combining Scientific Understanding of Disaster with Knowledge of Disaster Mitigation Strategies.
- 日本地球惑星科学連合2024年大会（幕張メッセ）で「高大連携を活用して推進する高校生の研究活動～地域の鉱物学的研究から国際研究への展開～」講演（2024.5.26）
- 第131年日本地質学会で「高校生の海外での露頭調査と岩石鉱物学的研究－「高校生らしさ」とは何か－」と題して講演（2024.9.8）、本講演はぜひ聞いておくべき「ハイライト講演」に選出された
- American Geophysical Union 2025で「Late Magma Differentiation at Bingi Bingi Complex, Southeast NSW, Australia －Based on Oscillatory Zoned Structure of Amphiboles of Granitoids－」講演（2024.12.13）

(3) 音楽学
- 「フルート演奏に関する一考察」東京文京区ステラ・スタジオにおける日本吹奏楽学会主催の研究紀要執筆者講演会（1998.6.20）

(4) 科学倫理学
- 九州大学医学部における第31回西日本生命倫理研究会にて「高校における生命倫理教育～科学倫理と自然科学～」と題して講演（2016.7.9）
- 日本地球惑星科学連合（幕張メッセ）にて「日本で先駆けとなった高等学校の探究活動における科学倫理教育」と題して講演（2019年5月26日）
- 日本地質学会第124年学術大会（山口大学）にて「高等学校の地学探究活動における科学倫理教育」と題して講演（2019年9月23日）
- 第32回日本生命倫理学会年次大会（ZOOM）中・高・大学連携におけるバイオエシックス教育－実践報告・今後の課題と展望－にて「高等学校における生命倫理教育の実践と今後」と題して公募ワークショップで講演（2020年12月5日）
- 第33回日本生命倫理学会年次大会（ZOOM）中・高・大学連携におけるバイオエシックス教育－第2弾－にて「高等学校における生命倫理教育の歴史と今後」と題して公募ワークショップで講演（2021年11月27日）
- 日本地球惑星科学連合（ZOOM）中・高・大学連携におけるバイオエシックス教育－第3弾－にて「自然科学の課題研究における科学倫理教育の実践」と題して講演（2022年5月22日）
- 第129年日本地質学会学術大会（ZOOM）にて「高等学校の自然科学をテーマとした課題研究における科学倫理教育の実践」と題して講演（2022年9月10日）
- 第 34 回日本生命倫理学会年次大会（関西学院大学）にて「高等学校における科学倫理探究活動の実施」と題して公募ワークショップで講演（2022年11月19日）
- 第35回日本生命倫理学会年次大会（明治学院大学）にて「高等学校における科学倫理探究活動の実施と課題」と題して公募ワークショップで講演（2023年12月10日）

(5)探究活動
- 兵庫県地学会（神戸学習プラザ）にて「県立加古川東高校地学部の１年」と題して講演（2006.7.5）
- 日本地質学会第116年学術大会（岡山）にて「兵庫県立加古川東高等学校地学部における研究活動の実際」と題して講演（2009.9.6）
- 日本地質学会第117年学術大会（富山大学）にて「高等学校における自然科学研究のありかた～兵庫県立加古川東高等学校地学部を例に～」と題して講演（2010.9.18）
- 第１回未来社会を担う人材育成のための多角連携フォーラム（神戸大学）にて「高校生の課題研究活動と小学校（地元住民）との連携」と題して講演（2014.3.8）
- 日本地質学会第121年学術大会（鹿児島大学）にて「SSH指定校に勤務した（する）教師の役割」と題して講演（2014.9.14）
- 日本地球惑星科学連合（幕張メッセ）にて「SSH 指定校に勤務経験のある教師の役割」と題して講演（2015.5.24）
- 日本地質学会第122年学術大会（信州大学）にて「コンテストからみた高校生の科学研究に求めるもの」と題して講演（2015.9.9）
- 平成27年度兵庫県高等学校教育研究会科学部会「若手から中堅教員のための実験・観察研修会」（兵庫県立教育研修所）にて「マグマの冷却過程から続成作用までを観察・実験によって理解しよう」と題して講義（2015.10.13）
- 日本地球惑星科学連合（幕張メッセ）にて「高校生の研究活動の指導者に求められる姿勢」と題して講演（2016.5.23）
- 日本地質学会第123年学術大会（日本大学）にて「高校生の科学研究の指導者に求められる姿勢－どうすれば生徒のモチベーションを高く維持できるのか－」と題して講演（2016.9.11）
- 日本地球惑星科学連合（幕張メッセ）にて「高校生が体験する自然科学研究の発展の過程」と題して講演（2017.5.20）
- 日本地質学会第124年学術大会（愛媛大学）にて「小学校に対する地学教育のアプローチ」と題して講演（2017年9月16日）
- 日本地球惑星科学連合（幕張メッセ）にて「Earth Science Education for Elementary School carried out in collaboration with High School」と題して講演（2018年5月20日）
- 平成30年度兵庫県高等学校教育研究会科学部会研究発表大会（神戸市総合教育センター）にて「これまでの自然科学教育とこれからの探究活動」と題して講演（2018.12.7）
- 第126年日本地質学会（2019山口）（山口大学）にて「高等学校の地学探究活動における科学倫理教育」と題して講演（2019.9.23）
- 令和元年度若手から中堅理科教員のための観察・実験研修会（兵庫県教育研修所）にて「岩石鉱物を用いた実験・観察－探求から探究へ－」と題して講演（2019.10.21.）
- 日本化学会の科学教育サロン（大阪教育大学天王寺校舎）にて「高等学校を取りまく探究の現状と実践例」と題して講演とパネリスト（2020年10月10日）
- 日本地球惑星科学連合（ZOOM）にて「高等学校における地球科学を基礎にした探究活動の実践―SSH指定の1年目―」と題して講演（2021年6月6日）
- 第128年日本地質学会学術大会（ZOOM）にて「高等学校における地球科学を基礎にした探究活動の実践」と題して講演（2021年9月4日）

(6)その他
- 島根大学学長特任講師として「教師の資質とはなにか」と題して講義（2011.5.6島根大学）
- 島根大学学長特任講師として「キャリアデザイン」と題して講義（2014年度）
- 日本化学会近畿支部化学教育協議会主催　第24回化学教育サロンで「高等学校を取りまく探究の現状と実践例」講演（2020.10.10）
- 神戸広告協会9月例会（ホテルクラウンパレス神戸「ミッドタウン」）で「指揮者の組織論－オーケストラ流企業経営とは－」と題して講演（2018.9.10）

(7)高小接続事業「サイエンス・トライやる」事業関係
(7)高小接続事業「サイエンス・トライやる」事業関係
- 2010年度小学校出前授業（2010.6.7氷丘南小学校）「竜山石」
- 平成24年度サイエンス・トライやる事業出前授業（野口南小学校2012.2.20） 「竜山石」
- 平成25年度サイエンス・トライやる事業出前授業（野口南小学校2013.6.7）「竜山石」
- 平成25年度サイエンス・トライやる事業出前授業「地元高級石材凝灰岩「竜山石」の形成過程を明らかにする」（加古川小学校2013.11.29）
- 平成26年度サイエンス・トライヤル事業（2014.8.8平岡北小学校）「地元高級石材凝灰岩「竜山石」の形成過程を明らかにする実験観察・実験実技研修」
- 平成28年度揖龍小学校理科部会授業研究会（2016.11.22たつの市立御津小学校）「小学校理科教育における地学学習について～学びなおすと地学はおもしろい～」
- 平成29年度サイエンス・トライやる事業（2017.11.2西脇市立楠丘小学校）「楠丘小学校が立っている地域はどのようにできたのかな？」
- 平成29年度小学校理科夏季研修会（2017.8.7西脇市立比延小学校）「こどもに興味関心を持たせる授業とは～高等学校の自然科学研究からみる小学校教育～」（以後特筆以外は同テーマ）
- 平成30年度サイエンス・トライやる事業（2018.11.26.安室東小学校）
- 平成29年度サイエンス・トライやる事業（2018.1.17多可町立中町南小学校）
- 平成30年度サイエンス・トライやる事業（2019.1.15.伊丹市立総合教育センター）
- 平成30年度サイエンス・トライやる事業（2019.2.5. 多可町立中町北小学校）
- 平成30年度サイエンス・トライやる事業（2018.12.26.東神吉南小学校）
- 令和元年度サイエンス・トライやる事業（2019.8.7. 姫路市立船場小学校）
- 令和3年度サイエンス・トライやる事業（2021.7.26.稲美町立天満南小学校）
- 令和4年度サイエンス・トライやる事業（2022.11.22.姫路市立飾磨小学校）
- 令和4年度サイエンス・トライやる事業（2022.12.22.稲美町立母里小学校）
- 令和4年度サイエンス・トライやる事業（2023.1.10.稲美町立天満東小学校）
- 令和4年度サイエンス・トライやる事業（2023.2.21.高砂市立北浜小学校）
- 令和6年度サイエンス・トライやる事業（2024.8.28.稲美町立天満南小学校）
- 令和6年度サイエンス・トライやる事業（2024.9.5.神崎町立神崎小学校）

## 音楽関係
（1）主な委嘱作品
- 「橋、そして森へ～決して引き返せないことを知りながら」（西脇市吹奏楽団委嘱作品,1993）
- 変容～“橋、そして森へ”の主題による変奏曲（明石子午線ウインド・オーケストラ委嘱作品,1993）
- フラグメント（姫路市吹奏楽団委嘱作品,1995）
- 「願わくば主よ、哀れみ給え」～フルートとエレクトーンのために（西脇市経緯度地球科学館星のうたコンサート実行委員会委嘱作品,1995）

（2）主な編曲作品
- 兵庫県立西脇高等学校校歌（兵庫県立西脇高等学校委嘱,1989）
- 兵庫県立西脇高等学校第2応援歌「晴天広がる」（兵庫県立西脇高等学校委嘱,1990）
- 兵庫県立西脇高等学校校内歌「西陵乙女の歌」（兵庫県立西脇高等学校委嘱,1990）
- 八千代小唄（八千代町教育委員会委嘱,1991）
- 兵庫県立吉川高等学校校歌（兵庫県立吉川高等学校委嘱,1991）
- 兵庫県立西脇高等学校校内歌「西陵讃歌」（兵庫県立西脇高等学校委嘱,1993）
- 兵庫県立西脇高等学校校内歌「あゝ！誰ゆえにたぎる血ぞ」（兵庫県立西脇高等学校委嘱,1993）
- カルメン幻想曲（ボンヌ）～フルートと吹奏楽のために（姫路市吹奏楽団委嘱,1994）
- ハンガリー田園幻想曲（ドップラー）～フルートと吹奏楽のために（姫路市吹奏楽団委嘱,1994）
- ロンドンデリーの歌～フルートと吹奏楽のために（姫路市吹奏楽団委嘱,1994）
- 兵庫県立小野工業高等学校校歌（兵庫県立小野工業高等学校委嘱,1995）
- 兵庫県立飾磨工業高等学校校歌（兵庫県立飾磨工業高等学校委嘱,1995）
- 無伴奏バイオリンパルティータ第3番よりシャコンヌ（バッハ）～フルート4重奏のために（アルソ出版フルート編曲コンテスト優秀賞,1997）
- 弦楽のためのセレナーデより「ワルツ」（チャイコフスキー）（龍野市立龍野西中学校吹奏楽部委嘱,1997）
- 「前奏曲」（ラフマニノフ）（アルソ出版フルート編曲コンテスト入賞,1999）
- 兵庫県立姫路東高等学校校歌（兵庫県立姫路東高等学校委嘱,2001）
- 兵庫県立姫路高等女学校校歌（兵庫県立姫路東高等学校委嘱,2001）
- クラリネット小協奏曲（ウエーバー）～藤井一男氏のために（2001）
- 夜鳴きウグイス（リスト）～フルート5重奏のために（2001）（アルソ出版フルート編曲コンテスト優秀賞受賞作品,2001）
- 兵庫県立姫路東高等学校生徒歌（兵庫県立姫路東高等学校,2003）
- 交響曲第5番「運命」（ベートーヴェン）全曲（2004）
- いつも、何度でも～管楽五重奏、トライアングル、ピアノと声のために（東京文化会館オープニング／2005）
- 無伴奏ヴァイオリン・パルティータよりシャコンヌ（バッハ）～管楽四重奏のために（2006）
- 交響曲第1番（ベートーヴェン）～管楽五重奏のために（2008）
- 魔笛序曲（モーツァルト）～管楽五重奏のために（2008）
- 交響曲第4番（メンデルスゾーン）～木管5重奏のために（全曲）（2010）
- 信じる～サントリーホールのために（2010）
- 交響曲第6番「悲愴」（チャイコフスキー）全曲（2013）
- 白鳥の湖（チャイコフスキー）組曲全曲（2013）
- ピアノ協奏曲第2番（チャイコフスキー）（2013）
- トランペット協奏曲（ハイドン）（2013）
- アナと雪の女王～管楽五重奏と朗読と2声のために（2014）
- トロンボーン協奏曲（デヴィッド）（2014）
- シンドラーのリスト（J.ウイリアムズ）～管楽五重奏のために（2015）
- 春の祭典（ストラヴィンスキー）（2016）
- ペトルーシュカ（ストラヴィンスキー）（2019）
- 交響曲第3番より第4楽章（コープランド）（2019）
- 協奏曲第2番～管楽五重奏のために（ビヴァルディ）（2019）
- カンツォン第2番～管楽五重奏のために（ガブリエリ）（2019）
- リバー・ダンス（ウイーラン）（2020）
- 組曲「惑星」全曲（ホルスト）（2020）
- ファゴット協奏曲（ウエーバー）（2022）
- 鳥の歌（カザルス）（2023）

その他管楽五重奏のためのポピュラー作品多数

（3）主な音楽受賞歴
- 1997.2.16：第11回管楽器ソロ・コンテスト優秀賞
- 1997.5.11：関西吹奏楽連盟60周年懸賞論文「吹奏楽の指導を通じての提言」最優秀賞
- 1998.2.11：神戸音楽倶楽部主催第1回管楽器コンクール・ソロ部門金賞
- 1998.2.15：第12回管楽器ソロ・コンテスト優秀賞
- 1998.2.27：アルソ出版フルート編曲コンテスト優秀賞
- 1998.7.20：神戸音楽倶楽部主催第4回神戸音楽コンクール作曲部門金賞
- 1999.2.21：第13回管楽器ソロ・コンテスト優秀賞
- 1999.2.27：アルソ出版フルート編曲コンテスト入賞
- 2000.2.12：KOSMA主催第3回管楽器コンテスト・アンサンブル部門銀賞
- 2000.2.20：第14回管楽器ソロ・コンテスト優秀賞
- 2001.2.11：KOSMA主催第4回管楽器コンテスト・アンサンブル部門金賞・（財）兵庫県芸術文化協会賞
- 2008.2.11：第34回関西アンサンブルコンテスト金賞

（4）主な演奏歴
- 川勝和哉ファミリー・ウインド・オーケストラ常任指揮者として9月に定期演奏会を開催し、2022年で21回を迎えた。各地のオーケストラ、吹奏楽団、合唱団を指揮するほか、トレーナーとしても多くの実績をもつ。また、川勝管楽五重奏団のフルート奏者としても活躍し、姫路市、三木市、横浜市（みなとみらいホール）、東京都（新宿・すみだトリフォニーホール・東京文化会館・サントリーホール）など各地で演奏会を開催するほか、12月の定期演奏会は2022年で21回を迎えた。2005年に兵庫県アンサンブルコンテストに出場以降、連続金賞受賞。
- 邦人作品の初演や発掘に積極的に取り組み、高昌帥「ユーモレスク」（吹奏楽）、福島弘和「シンフォニック・ヴァリエーションズIII」（吹奏楽）、福島弘和「シンフォニエッタ第1番」（吹奏楽）。「a Movement」（管楽五重奏）、保科洋「寂燈」（管楽五重奏）、「古典組曲（川勝管楽五重奏団のために）」を委嘱初演した。
- 2006年にはブルガリアのソフィアフィルハーモニーのステファン・キーロフ弦楽四重奏団とモーツァルトの「フルート四重奏曲ニ長調」を共演し絶賛される。
- 2018年にプロフェッショナルなオーケストラを指揮して大阪のザ・シンフォニーホールに指揮者デビューした。「もの言う棒をもつ」指揮者と評され、以降、プロ、アマ、管弦楽、吹奏楽、合唱を問わず、高い評価を得ている。